# Wrota piekieł
Wrota piekieł (jap. 地獄門 Jigokumon) – japoński film z gatunku jidai-geki z 1953 w reżyserii Teinosuke Kinugasy. Scenariusz powstał na podstawie sztuki Kana Kikuchiego.
Film otrzymał Złotą Palmę na 7. MFF w Cannes w 1954. Na 27. ceremonii wręczenia Oscarów obraz zdobył dwie statuetki: za najlepsze kostiumy w filmie barwnym dla Sanzō Wady i dla najlepszego filmu nieanglojęzycznego.

## Obsada
Obsada filmu:

- Kazuo Hasegawa jako Morito Endo
- Machiko Kyō jako pani Kesa
- Isao Yamagata jako Wataru Watanabe
- Yatarō Kurokawa jako Shigemori
- Kōtarō Bandō jako Rokuroh
- Jun Tazaki jako Kogenta
- Koreya Senda jako Kiyomori
- Masao Shimizu jako Nobuyori
- Tatsuya Ishiguro jako Yachuta
- Kenjirō Uemura jako Masanaka
- Gen Shimizu jako Saburosuke
- Michiko Araki jako Mano
- Yoshie Minami jako Tone
- Kikue Mōri jako Sawa
- Ryōsuke Kagawa jako Yasutada
- Kunitarō Sawamura jako Moritada